# Кущ, Виктор Андреевич
Виктор Андреевич Кущ (род. 13 июля 1947, Новые Сенжары, Полтавская область) — советский и украинский кино- и телеоператор. Лауреат Государственной премии УССР имени Т. Г. Шевченко (1980).

## Биография
Родился 13 июля 1947 года в селе Новые Санжары, (Полтавская область, Украина).
В 1974 году окончил КГИТИ имени И. К. Карпенко-Карого.
25 лет работал на студии «Укртелефильм», снимал игровое (11 фильмов) и документальное (более 60 фильмов) кино.
С 1993 года работал на Гостелерадио Украины, с 1997 года — главный оператор.
Также с 1993 года — преподаватель Украинского института повышения квалификации работников телевидения, радио и прессы.

## Награды и премии
- Государственная премия УССР имени Т. Г. Шевченко (1980) — за публицистический документальный телевизионный фильм «Возрождение» по книге Л. И. Брежнева
- Специальный приз жюри VIII  Всесоюзного кинофестиваля телевизионных фильмов (1979) — за публицистический документальный телевизионный фильм «Возрождение» по книге Л. И. Брежнева

## Фильмография
- 1973 — Страницы дневника; Братство (Приз VI Всесоюзного фестиваля телефильмов, 1975),
- 1974 — Пора желтых листьев (совместно с соавторами),
- 1975 — Главная домна пятилетки
- 1977 — Днепропетровск
- 1979 — Возрождение; Мосты дружбы (совместно с соавторами); Тыл; Узник Второй авеню
- 1980 — Страх; Возрождение
- 1981 — Остров поющих песков
- 1987 — Капитанша
- 1988 — Заполоненные парусами
- 1989 — Крылья для севера
- 1990 — Симиренко; Бирючий остров
- 1990 — Провинциалки
- 1992 — Месяц май
- 1994 — Царевна